# Наранхо, Кармен
Кармен Наранхо (исп. Carmen Naranjo Coto; 30 января 1928, Картаго — 4 января 2012, Сан-Хосе) — коста-риканская писательница, поэтесса, эссеист, дипломат, государственный деятель.

## Биография
Окончила Университет Коста-Рики, там же получила степень лиценциата в области филологии, продолжила обучение в аспирантуре в Национальном автономном университете Мексики и Университете Айовы (США).
Посол Коста-Рики в Израиле (1972—1974).
В 1974—1976 годах занимала пост министра культуры Коста-Рики. Автор системы социального обеспечения Коста-Рики.
Работала директором издательства Central American University Press (EDUCA). Возглавляла Детский Фонд Организации Объединенных Наций (ЮНИСЕФ) в Центральной Америке и Мексике (1976—1980).

## Творчество
Автор ряда сборников стихов, рассказов и очерков, романов. Ее произведения пользуются большим успехом, в частности, её первый роман «Собаки не лаяли» (Los perros no ladraron, 1966); известна своими поэтическими произведениями, такими как «Песня о нежности» (La canción de la ternura, 1964) и «К твоему острову» (Hacia tu isla, 1966).

## Избранные произведения
- Cancion de la ternura, 1964
- Misa a oscuras, 1964
- Hacia tu isla, 1966
- Los perros no ladraron, 1966
- Memorias de un hombre palabra, 1968
- Diario de una multitud, 1974
- Cinco temas en busca de un pensador, 1977
- Mi guerrilla, 1977
- Nunca hubo alguna vez, 1984
- El caso 117.720, 1987
- En partes, 1994
- Más allá del Parismina, 2001
- En esta tierra redonda y plana, 2001
- Marina Jiménez de Bolandi: recordándola, 2002
- El Truco Florido,

## Награды
- Орден Альфонсо X Мудрого
- Орден Габриэлы Мистраль
- Учитывая признание вклада Кармен Наранхо в культурное, политическое и социально-экономическое развитие Коста-Рики была внесена в почётную Женскую галерею страны.